# 西马银移民开发区
西马银移民开发区，位于宁夏银川附近，是宁夏西吉县将台乡村民马兴国于1990年代自行设立的农业“开发区”。目的为将地理条件恶劣的西吉人移民搬迁至并不那么恶劣的银川荒滩进行农垦种植。2003年在西吉县和银川市的许可下正式成立，名称为西吉马银移民开发区，西吉县参与行政管理，宁夏农垦局参与计划。2010年西吉县中共党委授权成立党支部，马兴国任支部书记。开发区于2016年官方撤销。
西马银开发区在1990年代至2010年代对西吉县的贫困农民曾带来可观收入，马兴国也因此曾获感动宁夏2015年度人物。后因城市化规模逐渐扩大的银川市需要接管郊区的土地，宁夏区党委决定撤销开发区。银川市发现马兴国在自治状态的西马银开发区内权力很大，甚至成立实际的公检法系统，最终以黑社会名义将马兴国逮捕。

## 背景
西吉县所在的西海固地区山高坡陡、干旱，曾被联合国粮食开发署确定为最不适宜人类生存的地区之一。宁夏回族自治区自1983年起先后组织6次大规模移民，累计从西海固地区移出约130万人。
马兴国出生于1956年，是宁夏回族自治区固原市西吉县将台乡（今将台堡镇）人，在20世纪80年代西吉县的万元户之一。马兴国最早经营烧白灰，于20世纪90年代转办饴糖厂和淀粉厂，为解决生产原料问题，1994年向宁夏回族自治区农垦局贺兰山农牧场租赁600亩土地种玉米，租赁期为30年。马兴国称西马银原来是盐碱地，条件艰苦，最早到西马银开荒的老家人多数回家，直到1997年开始开垦地有好收成，此后有越来越多的西吉县人加入，西马银从提供生产原料的种植基地转变成为接收移民的聚集区。

## 创立
2003年，马兴国承包荒地的面积扩大到2000余亩，并获得贺兰山农牧场开具“同意接收移民”证明，马兴国凭此通过西吉县农牧局、西吉县公安局与银川市公安局协调，银川市公安局批准马兴国刻制“西吉马银移民开发区”印章，马兴国以开发区名义挂牌对外开展业务。
2005年，西马银移民开发区正式通电，为银川市最后一个通电的无电区。同年西马银得到西吉县政府对移民行为的认可，下发相关政策性文件，西马银开始接收大规模对外自发性移民。
西马银建成了学校、医院、公交车站、贸易市场、行政办公大楼、党员活动中心、群众文化活动中心、商贸综合大楼、爱心协会办公基地大楼等公共建筑设施，实现电力和通讯的全面覆盖，修了水泥车道，形成为一个功能相对完善的移民社区。

## 分歧、撤销和对抗
2008年起，贺兰山农牧场多次向国土资源厅执法总队、银川市国土资源执法支队报告马兴国在其承包耕地和未利用土地上私自建房、非法移民、非法买卖土地等问题。2010年12月，宁夏自治区成立由农垦局、发改委、国土厅、银川市、银川市西夏区、西吉县参加的协调组，得出意见：“一是西吉县派专人加强对移民区的管理，务必保持现有移民规模，不得无限制扩大，西夏区则在移民子女上学、就医、计划生育方面予以配合；二是农垦局进一步加强土地管理，杜绝职工私自承包土地、移民私自建房的现象；三是进一步将西马银纳入银川自发移民试点范围，为解决全区自发移民问题探索经验。”
2016年，宁夏回族自治区党委办公厅1号文件发出《关于西马银整体移交银川市管理有关问题的指导意见》，决定撤销西马银移民开发区，将占用农垦集团土地的西马银自发移民、国有土地管理权、公共基础设施和机构编制人员整体移交银川市管理。随后银川市西夏区自主迁徙居民接收管理办公室成立，开始推进移交工作。6月，西夏区决定在接管办的基础上设立怀远路街道办事处，自治区民政厅决定将西马银划分为银西村、富宁村，但马兴国拒绝接管工作并对接管工作进行对抗。

## 逮捕和审判
马兴国在接管中的对抗行为引起政府警觉，进而对其展开调查。2018年5月14日，银川市西夏区公安分局对马兴国立案侦查。马兴国辗转逃至宁夏固原市、甘肃省平凉市、北京市延庆区等地。西夏区公安分局于7天后在北京延庆的一家农家乐将其抓获。
2020年4月18日，宁夏银川市贺兰县人民法院通过远程视频庭审系统，对马兴国等18名被告人犯组织、领导、参加黑社会性质组织罪一案一审公开宣判。马兴国以犯组织、领导黑社会性质组织罪、非法转让、倒卖土地使用权罪、寻衅滋事罪、合同诈骗罪、非法拘禁罪、敲诈勒索罪等十项罪名被判处有期徒刑二十五年，剥夺政治权利五年，没收个人全部财产。6月28日，银川市中级人民法院二审驳回上诉，维持了原判。

## 组织架构
马兴国任命自己为西马银移民开发区主任、西马银综合服务站站长，任命连襟王庭强为开发区办公室主任、服务站副站长，任命侄子马永江、侄子马明等7人为服务站成员。服务站成员分管土地规划、工程建设、划拨统筹、村容管理、计划生育等事务。马兴国将西马银划分成17个村、48个点，并分别逐一设立村主任、村会计、点长等职。
马兴国任命自己为西马银党支部书记，其侄孙火团庭任副书记，其侄子马鹏、王鸿明等7人任委员。委员分管着党建经济、国防动员、纪律检查、宣传新闻等25个不同事项。
马兴国组建治安队，并配备统一制服、辣椒水、电警棍等装备。马兴国儿子马永兵称，自2011年起，西马银移民开发区多次以加强治安管理名义，向当地派出所申请购买电警棍、橡胶棍、甩鞭、辣椒水、防寒服、强光手电等装备并获批。